# L'Enfant Océan
 (avril 2018).
Si vous disposez d'ouvrages ou d'articles de référence ou si vous connaissez des sites web de qualité traitant du thème abordé ici, merci de compléter l'article en donnant les références utiles à sa vérifiabilité et en les liant à la section « Notes et références ».
L'enfant Océan est un roman jeunesse écrit par Jean-Claude Mourlevat et publié en mai 1999 aux éditions Pocket Jeunesse.
En 2000, le roman a reçu le prix Sorcières dans la catégorie « romans, 9-12 ans ».

## Résumé
C'est la nuit, Yann, réveillé par une dispute de ses parents, surprend leur conversation. Il avertit ses frères que leurs parents leur veulent du mal et les persuade de quitter la maison malgré la nuit et la pluie. Ainsi, la fratrie arpente les routes de France, sous la direction de leur plus jeune frère, que tous apprécient et en qui tous ont confiance, pour découvrir l'océan. Sur leur chemin vers la conquête de l'océan, les enfants rencontrent de nombreux personnages qui vont les aider à atteindre l'océan. Mais quand ils y arrivent malgré de nombreux problèmes dont la famine, ils se retrouvent piégés dans la maison d'un certain Gilles Faivre pendant 3 jours, sans nourriture et dans le noir. Enfin, jusqu'à ce que Yann trouve un téléphone; ils appellent leurs parents mais au moment où l'ambulance arrive, Yann se faufile et disparait...

## Personnages

### La famille Doutreleau (Personnages principaux)
- Yann : 10 ans, personnage principal ;
- Marthe : 40 ans, mère de Yann ;
- Louis : 41 ans, père de Yann ;
- Fabien : 14 ans, frère de Yann, jumeau de Rémy ;
- Rémy : 14 ans, frère de Yann, jumeau de Fabien ;
- Pierre : 13 ans, frère de Yann, jumeau de Paul ;
- Paul : 13 ans, frère de Yann, jumeau de Pierre ;
- Victor : 11 ans, frère de Yann, jumeau de Max ;
- Max : 11 ans, frère de Yann, jumeau de Victor ;
- Corniaud : le chien de la famille.

### Autres personnages (Personnages secondaires)
- Nathalie Josse : 32 ans, l'assistante sociale ;
- Daniel Sanz : 48 ans, le chauffeur routier ;
- Jean-Michel Heycken : 44 ans, écrivain ;
- Agathe Merle : 74 ans, voisine de M. Heycken ;
- Michèle Moulin : 42 ans, boulangère ;
- Dominique Etcheverry : 28 ans, gendarme ;
- Pascal Josse : 34 ans, mécanicien, mari de Nathalie Josse ;
- Colette Faure : 68 ans, retraitée ;
- Valérie Massamba : 25 ans, étudiante ;
- Gerard Farmangeon : 48 ans, commerçant ;
- Emile Ducroq : 50 ans, épicier ;
- Thierry Viard : 28 ans, chômeur ;
- Gilles Faivre : 52 ans, industriel ;
- Xavier Chapuis : 42 ans, adjudant-chef de gendarmerie ;
- Jean Martinière : 60 ans, officier de pont ;
- Jules : 43 ans, marin.

## Caractéristiques de cette réécriture
Le roman est une réécriture du conte du Petit Poucet de Charles Perrault, auquel il est fait explicitement référence (notamment p. 12, p. 72-73 et 152). Chacune des deux parties est introduite par une citation du conte (p.7 et 79). Comme dans le conte, Yann est le plus jeune et le plus malin d'une fratrie de sept frères, dont les parents sont pauvres et peu aimants.  Le motif de l’aventure des sept frères est cependant différent. Dans le roman, Yann décide de fuir de la maison avec ses frères, tandis que dans le conte de Perrault, les parents décident d'abandonner leurs fils dans la forêt. Lancés dans leur vaste expédition loin de leur domicile, les sept frères parcourent les dangers, contrairement au conte, non de la forêt, mais de la route. Ils rencontrent sur leur chemin un homme effrayant et vorace : ce n'est cependant pas un ogre, mais un riche industriel qui a pris en haine les Tziganes (p. 126).
Cette réécriture opte pour l'actualisation du conte : les personnages évoluent dans le monde français contemporain, comme le montre la mention de la ville de Bordeaux et l'apparition de personnages tels qu'une assistante sociale ou un contrôleur des billets de train. Les personnages, issus des classes populaires ou d'un milieu défavorisé, sont nombreux et identifiés par leur statut social (assistante sociale, boulangère, chauffeur-routier, étudiante, mécanicien, etc.), de sorte que ce roman apparaît comme une représentation de la misère sociale au XXe siècle. Le comportement des parents reçoit une explication qui les disculpe en partie (p. 148).
Le récit prend la forme d'une enquête qui s'ouvre par l'annonce de la disparition de Yann : "Je suis une des dernières personnes qui ont vu Yann Doutreleau vivant", affirme l'assistante sociale (p. 9). Les chapitres sont ensuite chacun racontés par des personnages différents, qui sont autant de témoins dont les voix construisent le roman polyphonique.
Le récit quitte généralement le domaine du merveilleux. Le personnage traditionnel de l'ogre est en effet transformé en un personnage contemporain de riche industriel. Cependant, Yann, nouveau Petit Poucet, demeure un être mystérieux, dont la toute petite taille et le silence surprennent son entourage, au point qu'il semble que "cet enfant n'était pas réel, qu'il sortait tout droit d'un conte" (p. 152).

## Prix et distinctions
- 2000 : (international) « Honour List »[4] de l'IBBY ;
- 2000 : prix Sorcières dans la catégorie « romans, 9-12 ans ».